# District Council of Mallala
District Council of Mallala is een Local Government Area (LGA) in de Australische deelstaat Zuid-Australië.

## Plaatsen
Plaatsen in het district zijn Two Wells, Mallala, Dublin, Barabba, Port Gawler, Redbanks, Wild Horse Plains en Port Parham.